# Štajnhajmská bagdeta
Štajnhajmská bagdeta je plemeno holuba domácího většího vzrůstu, nápadné velmi dlouhým rovným zobákem a silnými, jasně červenými obočnicemi. V Evropě se příliš nechová. V Česku však byla použita k vyšlechtění moravské bagdety, od které se liší nižším postojem, tvarem hlavy a nepřítomností chocholky. V seznamu plemen EE se řadí do plemenné skupiny bradavičnatých holubů a je zapsána pod číslem 0108.
Plemeno je nazváno podle německého města Steinheim. Bylo vyšlechtěno z velkých holubů polního typu křížením s francouzskou a norimberskou bagdetou. Je to velký a silný pták, tělesnými tvary podobný koburskému skřivanovi. Charakteristickým znakem štajnhajmské bagdety je její hlava: je dlouhá a úzká, s vysokým čelem, nevýrazným záhlavím a velmi dlouhým silným zobákem. Zobák nesmí být pokračováním křivky horní části hlavy, mezi křivkou hlavy a linií zobáku je vždy zřetelný přechod. Ozobí je dlouhé, hladké a má tvar písmene V. Oční duhovka je oranžová až červená, jen bílí holubi mají oči tmavé. Obočnice jsou dvojité a mají jasně červenou barvu.
Krk je poměrně krátký, s dobře vykrojeným hrdlem. Trup je nesený vodorovně, hruď je široká a vyklenutá vpřed, hřbet je dlouhý a ocas pokračuje v linii hřbetu. Křídla jsou složená na ocase, nohy jsou středně dlouhé, s neopeřenými prsty či běháky.
Plemeno se chová v 22 barevných rázech. Může být chováno volně, i vůči svému chovateli si udržují odstup a vůči jiným holubům jsou agresivní. Holoubata odchovávají dobře.